# L'Épopée dans l'ombre
Pour plus de détails, voir Fiche technique et Distribution.
L'Épopée dans l'ombre (titre original : Shake Hands with the Devil) est un film américano-irlandais produit et réalisé par Michael Anderson, sorti en 1959.
L'action du film se déroule pendant la guerre d'indépendance irlandaise en 1921 à Dublin.

## Fiche technique
- Titre original : Shake Hands with the Devil
- Réalisation : Michael Anderson
- Scénario : Marian Spitzer d'après un roman de Rearden Conner
- Photographie : Erwin Hillier
- Montage : Gordon Pilkington
- Musique : William Alwyn
- Société de production : Pennebaker Productions
- Pays d'origine :  Irlande |  États-Unis
- Genre : Film dramatique,  Film historique, Film de guerre, Film d'action
- Durée : 111 minutes (1 h 51)
- Dates de sortie: 
  - Irlande : 21 mai 1959 (Dublin)[1]

## Distribution
- James Cagney : Sean Lenihan
- Don Murray : Kerry O'Shea
- Dana Wynter : Jennifer Curtis
- Glynis Johns : Kitty Brady
- Michael Redgrave : le général
- Sybil Thorndike : Lady Fitzhugh
- Cyril Cusack : Chris Noonan
- Harry Brogan : Tom Cassidy
- Robert Brown : Premier sergent
- Lewis Casson : Juge
- Christopher Casson : Brigadier
- John Cairney : Mike O'Callaghan
- Donal Donnelly : Willie Lafferty

## Lien avec la bande dessinée
En 1959, Harold Hayes, le responsable éditorial d'Esquire, commande de nombreux travaux à Kurtzman et l'envoie couvrir des tournages. Il part donc en Irlande et raconte le tournage du film en bande dessinée.